# 亞利加尼天文台
亞利加尼天文台（英語：Allegheny Observatory）隶属于美國匹茲堡大學物理學和天文學的天文學研究機構。天文台列名於國家史蹟名錄（1979年6月22日加入），被指定为賓夕法尼亞州和賓夕法尼亞州史蹟和地標基金會的歷史地標。

## 歷史

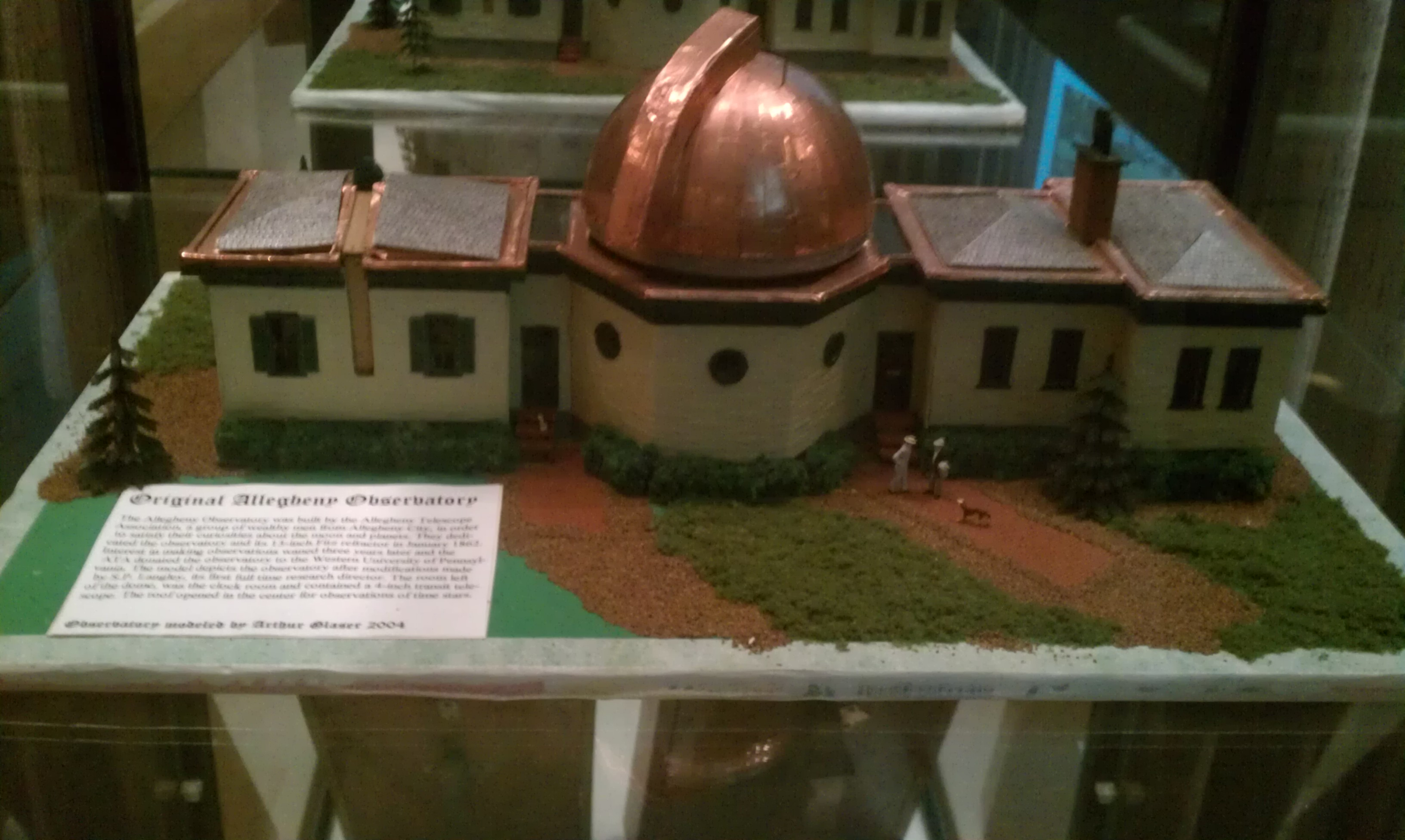
原始的亞利加尼天文台模型。

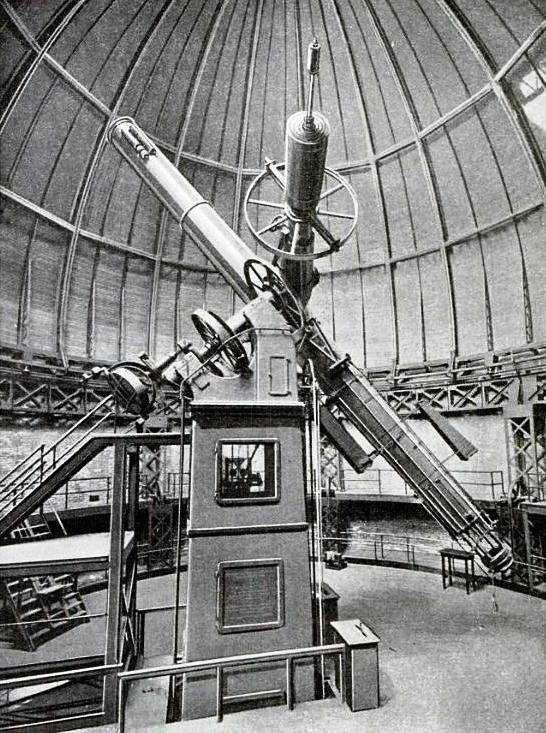
花了10年才建成的亞利加尼天文台的攝影用望遠鏡，時間大約是1914年。

1859年2月15日，一些亞利加尼望遠鏡協會的工業家在匹茲堡創立亞利加尼天文台，最初设立目的是推廣大眾教育。但到了1867年時因經營困難，天文台被捐贈給賓夕法尼亞西方大學，即現在的匹茲堡大學。
大學聘请塞繆爾·蘭利擔任第一任的台長。在他的領導下，發起的一個研究專案是太陽黑子，他繪製了非常詳細的太陽黑子圖，至今仍在天文學的教科書中使用。他還將大樓擴建，包括暗房、教室、宿舍和演講廳。
在1869年，蘭利銷售由天文台準確測量的時間訊號，并通過電報傳送給客戶的訂閱服務，以此為天文台創收。賓夕法尼亞鐵路是“亞利加尼時間”系統最有影響力的訂戶。據信，這個天文台的服務是第一個定期和系统地向铁路和城市提供時間服務的系统，也是現代標準時間系統的起源。迄1870年，亞利加尼時間服務已扩张至300個電報辦公室，在2,500英里的距離內接收時間信號。1883年11月18日，在北美洲的鐵路標準時間首度由亞利加尼天文台經由鐵路營運的電報線傳送給美國和加拿大。在這個信號的基礎上，在當天的東部標準時間正午，同步了它們的時刻表。從這一天開始的標準時間繼續在北美洲使用迄今。
銷售時間信號的收入支付了蘭利的薪資和帳單。在1920年美國海軍天文台開始免提供時間信號之前，亞利加尼天文台一直在提供時間的信號。
最近，喬治·大衛·蓋特伍德開始使用亞利加尼天文台尋找太陽系外行星，並且在1972年開始追蹤所宣稱的系外行星。這是使用天體測量學完成的，需要很精確測量恆星的位置。除了研究天文台地窖中數以千計攝影乾版上的恆星位置之外，喬治·大衛·蓋特伍德還設計了多通道天文光度計（MAP，Multichannel Astrometric Photometer），用來與Thaw望遠鏡一起測量目標星與其鄰近天體相隔6個月攝影的相對位置。這種技術是利用視差來測量，如果目標星有一個同伴，那麼他就會因為看不見的同伴引力拉扯而擺動，而同伴的大小可以用擺動的大小來測量。
由於Thaw望遠鏡正在重新佈署和升級，因此MAP已不再使用。 
原始天文台的模型在匹茲堡卡內基科學中心的鐵路和鄉村縮模的展覽中可見，並且在2012年發布了涵蓋天文台歷史的紀錄片。

## 透鏡失竊

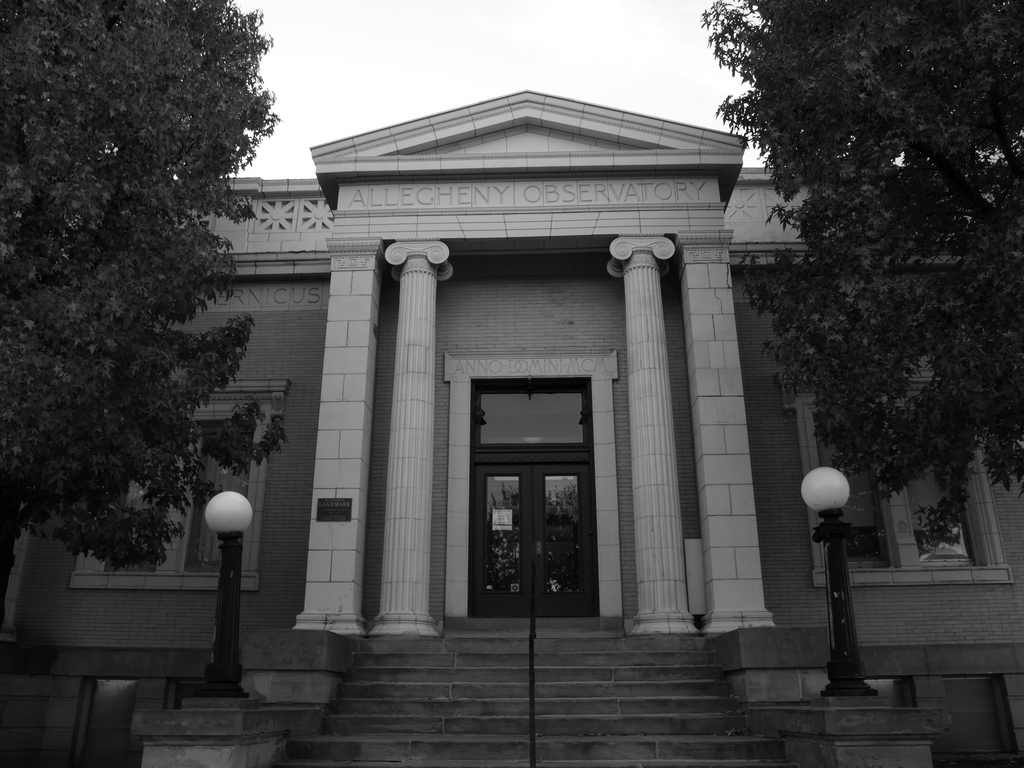
天文台的入口

當蘭利擔任台長，在1872年7月8日的一次會議後返回亞利加尼市的家中時，天文台的人員告知他13英吋的費茲望遠鏡的透鏡被竊走，而蘭利拒絕支付贖金；據說蘭利知道竊取透鏡的人是誰，但他或她的身分始終是個謎，爭論也未獲解決。竊取透鏡的人在報紙參與調查事件時，憂慮身分可能被發現，於是告知蘭利將返還透鏡，然而，並沒有給出丟棄位置的線索。最後是在海貍瀑布一家酒店的廢紙簍裡找回來。但是，它因被劃傷而無法使用，所以透鏡被送回原製造商阿爾萬·克拉克重新整修。當它被重新安裝時，清晰度得到改善，因此這次的鏡頭失竊對天文台是有利的。為表感謝，蘭利將望遠鏡加上克拉克的名字。

## 研究比空氣重的飛行器
蘭利還在天文台的後院研究比空氣重的空中飛行物。為了研究不同形式在高速行駛時的氣動特性，他建立了一個巨大的彈簧"螺旋臂"以做為填充的鳥和翅膀。在1888年，蘭利離開"亞利加尼天文台"，前往史密森尼學會擔任秘書。他繼續研究他的飛行器，設計和在波托馬克河上試飛第一架無人駕駛的飛機，能從船上穩定的持續飛行一段距離。他的全尺寸載人飛機，蘭利機，由美國陸軍出資。在1903年，兩次墜毀事件被公開報導，結束了他的飛行研究。

## 新的亞利加尼天文台
上面的照片顯示原本的天文台，已經被目前的新建築取代。新的天文台是由提倡經典復興風格的Thorsten E. Billquist設計，在1900年奠定基石，結構在1912年完成，位於匹茲堡市中心北方4英里的江景公園內。這棟建築以棕褐色的磚和白色的圓拱頂構成，其古典的造型和裝飾象徵著藝術與科學的結合為一。L型的建築包括一個圖書館、演講廳、教室、實驗室、辦公室和安置望遠鏡的3個半球形結構。其中2個預留為研究之用，一個供教學和一般公眾使用。建築的核心是一個小圓拱廳，在乳白色的玻璃窗上描繪著希臘天文學的繆思，烏拉尼亞 。在天文台地下室的地窖裡有兩位傑出天文學家，前台長詹姆士·愛德華·凱勒和約翰·布拉斯爾的骨骸 。此外，墓穴中還保存著布拉斯爾的妻子菲比和基勒的妻子柯拉·瑪修斯·基勒和兒子亨利·包曼·基勒的骨骸。
原來的天文台大樓在1907年被改建為田徑訓練設施，並由大學的橄欖球隊使用。大學的主要學術部分在1909年遷移到匹茲堡的另一部分奧克蘭之前，原始的天文台大廈，連同大學毗鄰的其餘部分，被出售給新教孤兒收容所 。最初的天文台大樓在1950年代被拆除，現在是三角科技座落在這個位置上。

## 現在的工作

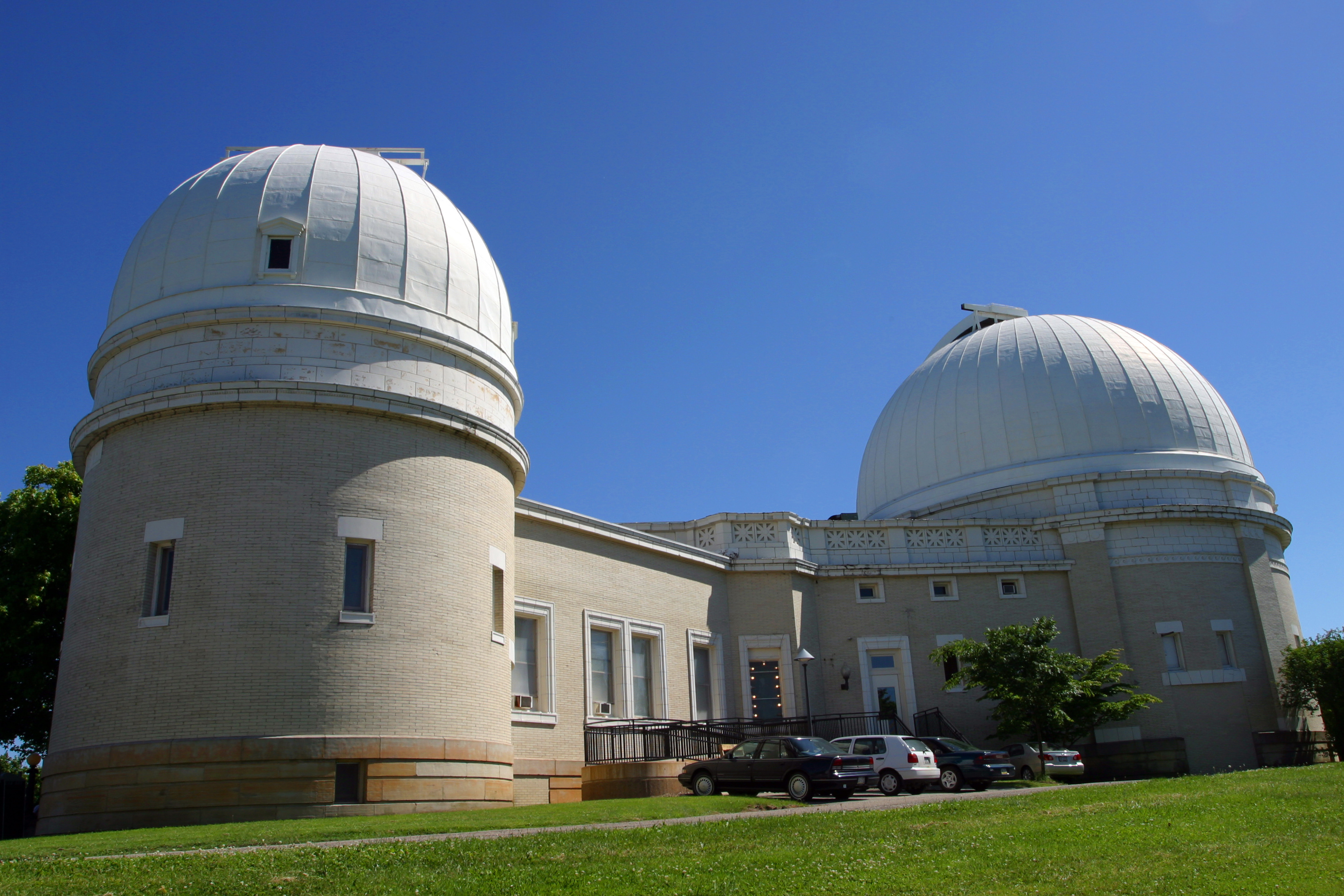
匹茲堡大學的亞利加尼天文台。

在該天文台進行的主要積極研究，包括太陽系外行星的檢測。這是使用光度法，測量恆星實際亮度的技術。以30-60秒的時間間隔，拍攝目標星及其鄰近天體的數位影像來測量，如果一顆行星從母恆星的盤面前面經過，那麼觀測到的恆星亮度就會下降少許，而恆星黯淡的程度取決於恆星和行星的相對大小。研究的團隊由匹茲堡大學的學生組成，其努力觀測最近促成了一項合作：觀察行星HD 80606 b凌星的過程。這個小組亦正在積極協助改善亞利加尼天文台。
在2009年，大學的地質和行星科學系安裝了在賓夕法尼亞州西部唯一的地震站，並且從天文台連結到地震學研究機構聯合會的網路。

## 參觀旅程
新的亞利加尼天文台在設計時，有關注和重視市民的意願；在一樓的平面設置有一個演講廳。當新的設施開始運作時，在每一個晴朗的晚上，13吋的望遠鏡都開放讓民眾觀看天體，但是如果是多雲的夜晚，民眾仍可聆聽一場有圖片解說的天文學講座。約翰·布拉斯爾曾經說過："亞利加尼天文台將永遠對市民免費開放" ，然而，直至現在每週也只有兩個夜晚提供民眾免費的參觀。

## 外部連結

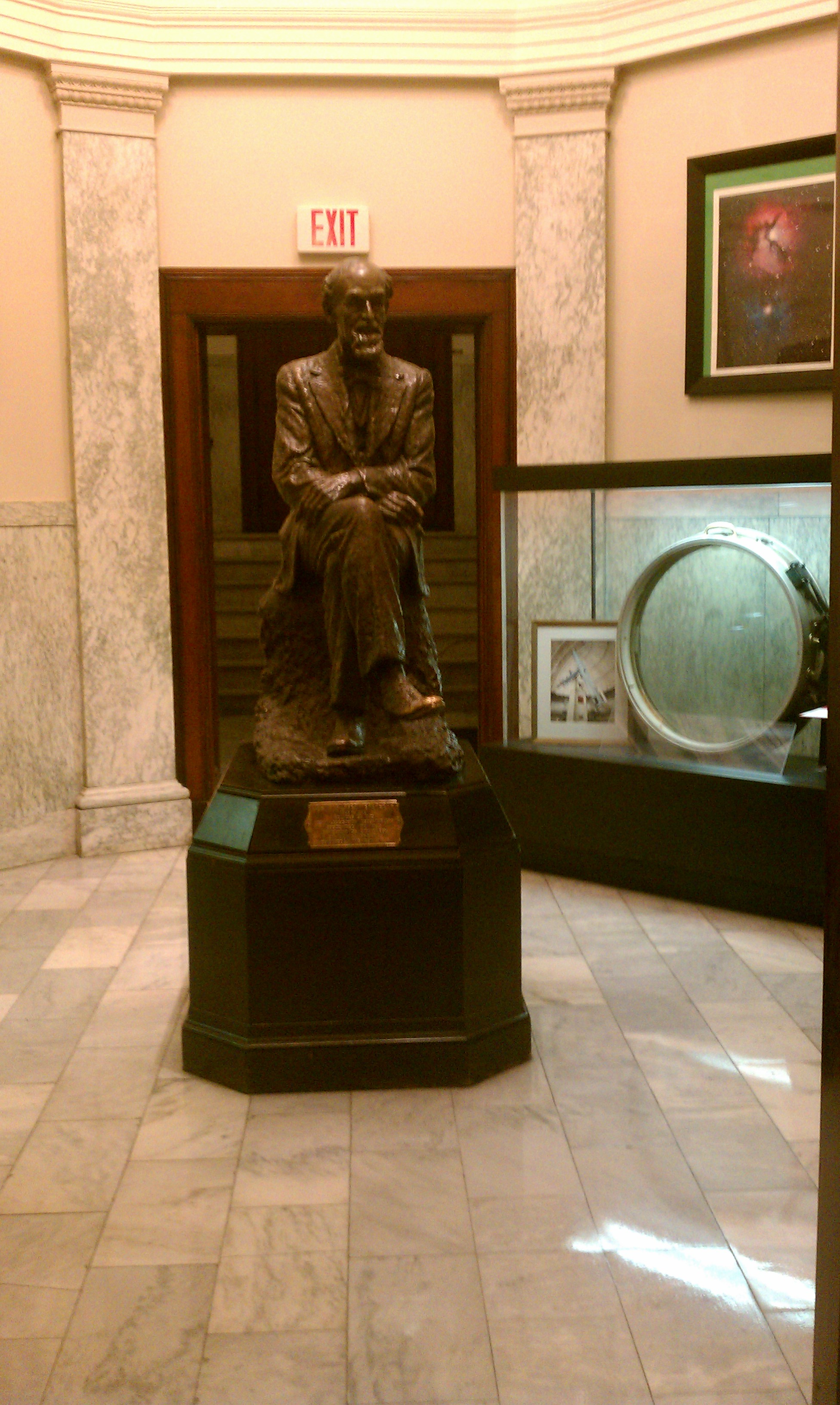
約翰·布拉斯爾在天文台內的雕像

- Allegheny Observatory Homepage （页面存档备份，存于）
- National Park Service history of the observatory with photos （页面存档备份，存于）
- Photographs from the Allegheny Observatory Collection 1850-1967 （页面存档备份，存于）
- Finding aid to the Allegheny Observatory Records （页面存档备份，存于） at the Archives Service Center, University of Pittsburgh
- The Parallax Project on the University of Pittsburgh's Digital Research Library （页面存档备份，存于）
- 360° panorama of the Thaw Memorial Refractor telescope in the main dome （页面存档备份，存于）
- Pittsburgh Clear Sky Clock (weather forecast for observing conditions) （页面存档备份，存于）

Video
- "Undaunted: The Forgotten Giants of the Allegheny Observatory" （页面存档备份，存于）
- YouTube: Stars and Domes in Motion （页面存档备份，存于）
- WQED OnQ: Allegheny Observatory
- WQED OnQ: John Brashear's Legacy

40°28′57″N 80°01′15″W / 40.482525°N 80.020829°W
| 前任： Thaw Hall | University of Pittsburgh Buildings 亞利加尼天文台 建造：1900-1912 | 繼任： Gardner Steel Conference Center |

Template:University of Pittsburgh
Template:Pittsburgh
Template:National Register of Historic Places in Pennsylvania